# كازويا مايدا (لاعب كرة قدم مواليد 1982)
كازويا مايدا (باليابانية: 前田 和哉) (8 سبتمبر 1982 في واكاياما في اليابان – )؛ هو لاعب كرة قدم ياباني سابق كان يلعب كمدافع.

## وصلات خارجية
- كازويا مايدا (1982) على موقع رابطة كرة القدم اليابانية للمحترفين (اليابانية)
- كازويا مايدا (1982) على موقع قاعدة بيانات كرة القدم.إي يو (الإنجليزية)
- كازويا مايدا (1982) على موقع Soccerway.com (الإنجليزية)
- كازويا مايدا (1982) على موقع عالم كرة القدم.نت (الإنجليزية)